# Yoshino Kimura
Yoshino Kimura (木村 佳乃, Kimura Yoshino) née le 10 avril 1976 est une actrice japonaise et idole japonaise. Elle apparait dans un épisode de la série Showtime Les Maîtres de l'horreur. Kimura gagne le prix "Rookie of the Year" au 21e Japan Academy Awards pour son rôle dans Shitsurakuen (en).

## Biographie
Kimura apparait comme Shizuka dans le récent western spaghetti Sukiyaki Western Django. Le 25 juin 2007 elle est choisie pour tenir le premier rôle dans un nouveau soap opera japonais devant être tourné en Australie. Kimura fait la voix de Master Tigress dans l'adaptation japonaise de Kung Fu Panda et Kung Fu Panda 2. Elle apparait également dans Blindness comme la première épouse de l'homme aveugle. Le 24 octobre 2010, elle se marie avec Noriyuki Higashiyama (en).
En 2007, Kimura obtient le rôle principal dans un tanpatsu (série télévisée), intitulé Teresa Teng monogatari, faisant le portrait de la dernière superstar taiwanaise, qui était (et continue à être) populaire à travers toute l'Asie.
Elle joue le rôle de Kazusa Monzen et Aoi Monzen dans le film de 2008 Orochi.
Elle fait la voix de Claire Folley dans le jeu Professor Layton and the Unwound Future.

## Filmographie

### Cinéma
- 1996 : Shōta no sushi : Saori
- 1997 : Lost Paradise : Chika
- 2000 : Isola: Tajuu jinkaku shōjo : Yukari Kamo
- 2001 : Hashire! Ichiro : Terada
- 2002 : Fune o oritara kanojo no shima : Kuriko à 25 ans
- 2002 : Mohō-han : Shigeko Maehata
- 2003 : Ashura no gotoku : Keiko Akagi
- 2005 : Ichigo no kakera
- 2005 : Jiyū ren'ai : Kiyoko
- 2005 : Koini ochitara
- 2005 : Le Samouraï que j'aimais : Fuku
- 2005 : Nezu no ban : Shigeko
- 2006 : Bakkudansāzu! : Reiko Mihama
- 2006 : Sakuran : Takao
- 2007 : Densen Uta : Ranko Kaburagi, la tante d'Anzu
- 2007 : Glory to the Filmmaker!
- 2007 : Sukiyaki Western Django : Shizuka
- 2008 : Aibō: the Movie: Zettai zetsumei! 42.195km Tōkyō Big City Marathon : Hinako Katayama
- 2008 : Blindness : la première femme de l'aveugle
- 2008 : Dare mo mamotte kurenai : Reiko Onoue
- 2008 : Fine, Totally Fine : Akari Kinoshita
- 2008 : Jirochō sangokushi : Osono
- 2008 : Orochi : Aoi Monzen / Kazusa Monzen
- 2008 : Sora e: Sukui no tsubasa resukyū uingusu : Yoshino Kimura
- 2009 : Kirā vājin rōdo : Fukuko Kobayashi
- 2010 : Kingu gēmu : Yamasaki
- 2010 : Confessions (告白, Kokuhaku) de Tetsuya Nakashima : Yuko Shimomura, la mère de Naoki
- 2012 : Soreike! Anpanman: Yomigaere Bananajima
- 2013 : Aibō shirîzu: X Day : Hinako Katayama
- 2013 : Rasuto dinā
- 2014 : First Class : Rika
- 2014 : Hotto rōdo
- 2014 : Zainin no uso
- 2015 : Hoshigaoka wadārando
- 2015 : Ishitachi no Ren'ai Jijō
- 2015 : Rokuyon
- 2016 : Boku no yabai tsuma
- 2016 : Iyana onna : Natsuko Kotani
- 2017 : Hiyokko
- 2018 : Papa wa Warumono Champion
- 2019 : Kioku ni Gozaimasen

### Télévision

#### Séries télévisées
- 1997 : Risō no Jōshi : Kobayashi, Nanoko
- 1998 : Beach Boys
- 1998 : Seikimatsu no uta : Satomi Hashiba
- 1999 : Over Time : Nazuna Kurata
- 1999 : Pāfekuto rabu! : Chigusa
- 2000 : Love Complex : Shizuku Arase
- 2001 : Yome wa mitsuboshi : Miyuki Shinjō
- 2002 : Ai to seishun no takarazuka - koi yorimo inochi yorimo
- 2002 : Dōmoto tsuyoshi no shōjiki shindoi : elle-même
- 2002 : Nagoya butsudan monogatari
- 2002 : Rimōto : Sakaki Yuka
- 2003 : Niko niko nikki
- 2004 : Kanojo ga shinjatta. : Yukari Ishii
- 2004 : Tenka
- 2006 : PS: Rashōmon
- 2006 : Rondo
- 2006 : Smap×Smap : elle-même
- 2007 : Masters of Horror : Yuri Saito
- 2008-2011 : Bokura no jidai : elle-même
- 2009 : Rubicon no Ketsudan : elle-même
- 2009 : Tenchijin
- 2009 : Yakō no kaidan
- 2010 : Keishichō keizoku sōsahan
- 2010 : Nakanai to kimeta hi
- 2011 : CO: Ishoku kōdinētā
- 2011 : Namae wo nakushita onnatachi : Reina Motomiya
- 2011-2016 : Aibō
- 2012 : Hatsukoi : Midori
- 2012 : Iki mo dekinai natsu : Yoko tanizaki
- 2014 : Hanasaki Mai ga damatteinai : Nakajima Satoko
- 2014-2017 : Tetsuko no heya : elle-même
- 2016 : Sanadamaru

#### Téléfilms
- 1999 : Orugan no ie de
- 2000 : Tezuka Osamu gekijō
- 2005 : Sokoku : Tomoko
- 2005 : Yonimo kimyō na monogatari: Aki no tokubetsu hen
- 2007 : Serendippu no kiseki
- 2007 : Teresa Ten monogatari: Watashi no ie wa yama no mukō
- 2008 : Ten to chi to
- 2009 : Ani kaeru
- 2009 : Daremo mamorenai
- 2009 : Happî bāsudē : Shizuyo Fujiwara
- 2011 : Majutsu wa sasayaku : Kazuko
- 2011 : Naibu chōsakan Mizuhara Nao no hōkokusho : Nao
- 2012 : Dr. Kenji Morohashi
- 2013 : Kodoku no Missō ~ Hon'yakuka no Satsujin Suiri : Motoko nakagawa
- 2013 : SRO: Keishichō Kōiki Sōsa Sen'nin Tokubetsu Chōsashistu : Reiko Shibahara
- 2014 : Dr. Kenji Morohashi 2
- 2014 : Kiri no Hata : Michiko Kono
- 2016 : Boku no inochi
- 2016 : Fukuda Kazuko: Seikei Tōbō 15 Nen
- 2017 : Jimi ni Sugoi! DX Kōetsu Girl Kōno Etsuko Special : Rin Nikaidō

## Doublage
- 2023 : Le Garçon et le Héron (君たちはどう生きるか, Kimi-tachi wa dō ikiru ka?) de Hayao Miyazaki